# Detroit International Riverfront

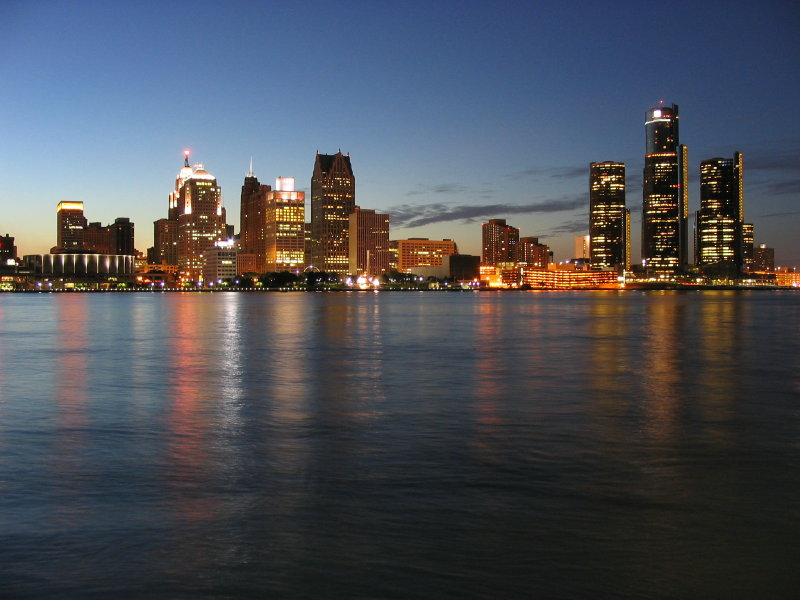
Skyline de Detroit por la noche

El Detroit International Riverfront es la rivera sobre el río Detroit de la ciudad de Detroit, Míchigan. Se extiende desde el puente Ambassador en el occidente hasta Belle Isle en el oriente, por un total de 8,8 kilómetros. 

## Descripción
Abarca una terminal de pasajeros de cruceros y un muelle, un puerto deportivo, una multitud de parques, restaurantes, tiendas minoristas, rascacielos y áreas residenciales de gran altura. 
El área ofrece un lugar para una variedad de eventos y festivales anuales, como el Festival de Música Electrónica de Detroit, el Maratón Internacional Free Press de Detroit, el Festival Internacional de Jazz de Detroit, el Motor City Pride y el Salón del Automóvil Internacional de Norteamérica
En el área del Downtown comprende el Riverwalk, cuenta con un parque lineal que va desde el Rosa Parks Boulevard hasta el Puente de Belle Isle. De occidente a oriente, en su recorrido este pasa por las Riverfront Towers, el TCF Center, la línea del Detroit People Mover entre las estaciones Joe Louis Arena y Distrito Financiero y, a la altura de la avenida Woodward, se convierte en un extenso parque llamado Philip A. Hart Plaza. El Marriott at the Renaissance Center y el Riverwalk Hotel Detroit también se encuentran en este sector del International Riverfront. 
Además del RiverWalk, otros espacios públicos clave en el International Riverfront son el Dequindre Cut y el Parque Estatal y Puerto William G. Milliken.